# Sincronía (The X-Files)
«Synchrony» es el decimonoveno episodio de la cuarta temporada de la serie de televisión estadounidense de ciencia ficción The X-Files. Fue escrito por Howard Gordon y David Greenwalt y dirigido por James Charleston. El episodio se emitió en los Estados Unidos el 13 de abril de 1997 en la cadena Fox. El episodio es una historia del «monstruo de la semana», una trama independiente que no está relacionada con la amplia mitología de la serie. «Synchrony» obtuvo una calificación Nielsen de 11,3, siendo visto por 18,09 millones de personas en su emisión inicial. El episodio recibió críticas mixtas a positivas de los críticos de televisión.
El programa se centra en los agentes especiales del FBI Fox Mulder (David Duchovny) y Dana Scully (Gillian Anderson) que trabajan en casos relacionados con lo paranormal, llamados expedientes X. En este episodio, Mulder y Scully investigan un asesinato para el cual el sospechoso presenta una increíble coartada: que la muerte fue predicha por un anciano capaz de ver el futuro. Al investigar el caso, el dúo descubre una serie de eventos cada vez más extraños que llevan a Mulder a creer que el viaje en el tiempo puede estar involucrado.
Gordon y Greenwalt escribieron el episodio después de inspirarse en un artículo de Scientific American sobre viajes en el tiempo y física cuántica. La idea de un científico que intenta detener la invención de algo terrible fue inspirada por el físico del Proyecto Manhattan J. Robert Oppenheimer, quien se quejó con Harry S. Truman sobre los bombardeos atómicos de 1945 en Japón.

## Argumento
En Cambridge, Massachusetts, los investigadores de criogenia del MIT Jason Nichols (Joseph Fuqua) y Lucas Menand (Jed Rees) se ven envueltos en una discusión mientras caminan por una calle de la ciudad. Se les acerca un anciano (Michael Fairman), quien advierte a Menand que un autobús lo matará a las 11:46 p. m. de esa noche, pero Menand lo ignora. Después de que el hombre es arrestado por la seguridad del campus, su aparente profecía se demuestra cierta cuando Jason intenta, pero falla, salvar a Menand, quien es atropellado rápidamente por un autobús y asesinado en el momento exacto (11:46 p. m.).
Fox Mulder (David Duchovny) y Dana Scully (Gillian Anderson) investigan el caso y se enteran de que Jason fue detenido después de que el conductor del autobús le dijera a la policía que él (Jason) empujó a Menand en el camino de su vehículo. Sin embargo, Jason le dice a las autoridades que en realidad estaba tratando de salvar a Menand. El guardia de seguridad que arrestó al anciano es encontrado muerto congelado después de la exposición a un refrigerante químico. Mulder entrevista a Jason, quien explica que Menand amenazó con hacer pública la afirmación de que Jason había falsificado datos en un trabajo de investigación.
El anciano mata al Dr. Yonechi (Hiro Kanagawa), un investigador japonés, al pincharlo con un estilete metálico, introduciendo un químico desconocido en su cuerpo. Los agentes se acercan a la novia y colega de Nichols, Lisa Ianelli (Susan Lee Hoffman), quien reconoce el compuesto químico como un agente de congelación rápida que Jason había estado diseñando durante años. Sin embargo, ella afirma que el compuesto aún no se ha inventado y que si a Yonechi le inyectaron el químico, es posible que no esté muerto. Con la ayuda de Lisa, Scully y un equipo de personal médico resucitan con éxito a Yonechi, solo para que la temperatura de su cuerpo aumente rápidamente hasta que estalla en llamas. La policía recibe un aviso de que el anciano vive en un hotel cercano. Dentro de la habitación del anciano, los agentes descubren una fotografía en color descolorida que muestra a Jason, Yonechi y Lisa brindando con copas de champán en el laboratorio de criología. Mulder deduce de la imagen que el anciano es un viajero en el tiempo que intenta alterar ese futuro, y que no es otro que el mismísimo Jason Nichols.
Lisa localiza al anciano y lo confronta; sin embargo, él le inyecta el químico después de explicarle que Lisa será responsable del futuro venidero. Scully resucita con éxito a Lisa. Jason se enfrenta a su yo anciano en la sala de la computadora central del laboratorio criogénico, donde el anciano ha borrado todos los archivos de Jason de la computadora central. El anciano le dice a Jason que el éxito de su investigación hizo posible el viaje en el tiempo, pero también sumió al mundo en el caos. Jason se abalanza sobre el anciano, asfixiándolo mientras exige viajar él mismo y salvar a Lisa. Mulder llega con la noticia de que Lisa se ha salvado, y el Jason mayor envuelve sus brazos alrededor de su yo más joven y estalla en llamas, el fuego los consume a ambos.
Mientras cargan a Lisa en una ambulancia para recibir más tratamiento, Scully le da la noticia de que Jason murió en el incendio de la sala principal. Mulder luego le recuerda a Scully una declaración en su tesis en la que afirma que «...aunque la multidimensionalidad sugiere resultados infinitos en un número infinito de universos, cada universo puede producir solo un resultado», lo que indica que, a pesar de que Jason Nichols efectivamente se borró a sí mismo del futuro, el compuesto del agente de congelación rápida será descubierto por alguien en el universo actual, lo que resultará en el eventual descubrimiento del viaje en el tiempo.
Más tarde, Lisa se pone a trabajar en el laboratorio de criónica, intentando reconstruir el compuesto químico.

## Producción

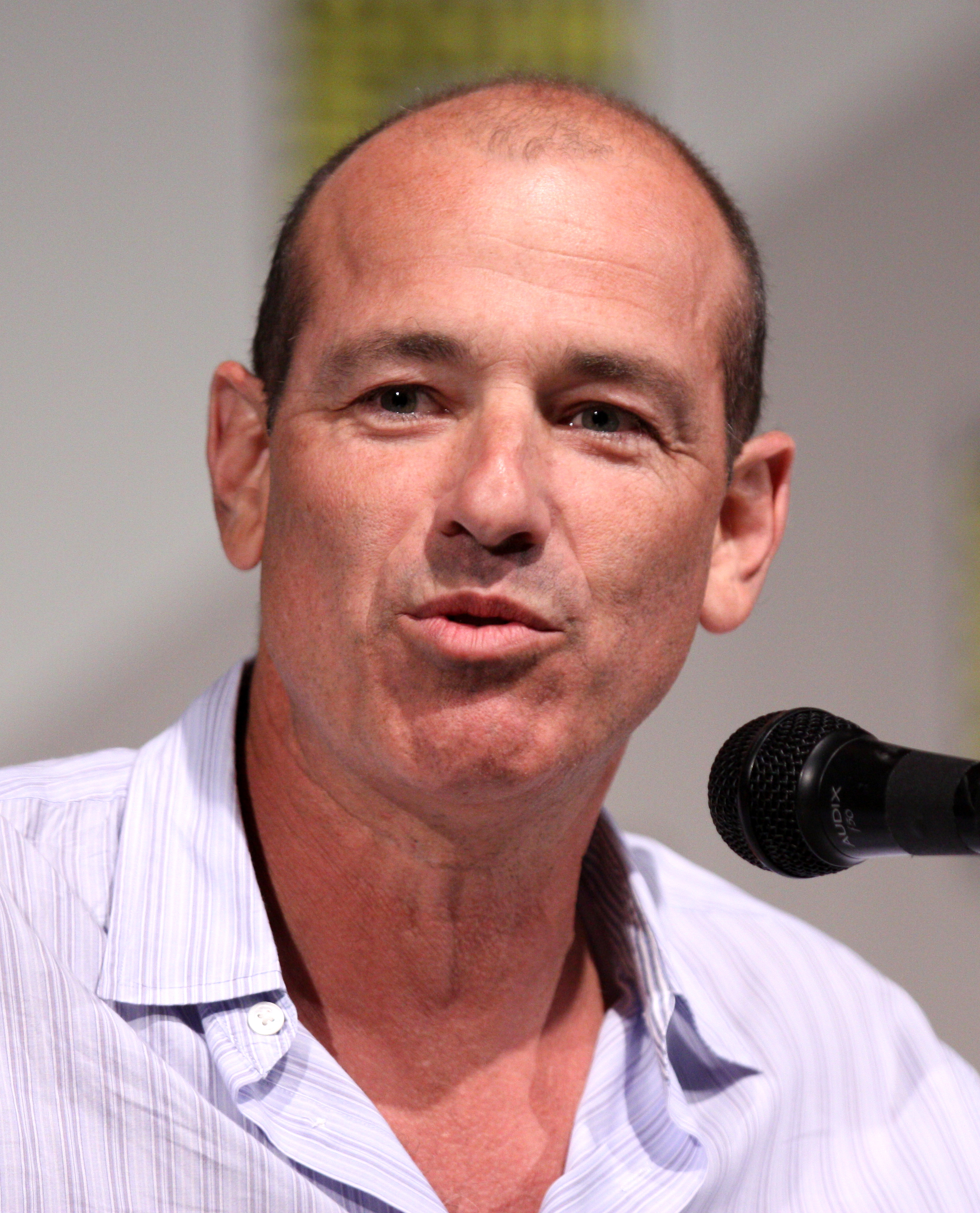
El concepto del episodio se originó a partir de la idea de David Greenwalt y Howard Gordon (en la foto) de escribir un episodio sobre viajes en el tiempo.

Después de que el creador de la serie Chris Carter y Howard Gordon completaran el guion de «Unrequited», el primero asignó al segundo a desarrollar un nuevo episodio con David Greenwalt, quien era nuevo en el programa y había sido contratado unos meses antes como productor. Gordon y Greenwalt se encontraron y comenzaron a escribir lo que se convertiría en «Synchrony». Durante este proceso, lucharon por encontrar una buena trama y casi presentaron una historia que involucraba a un recluso intercambiando cuerpos con otro hombre para escapar de la prisión. Sin embargo, Gordon no estaba satisfecho con esta historia, ya que creía que era demasiado derivada de su episodio anterior. Finalmente, el dúo leyó un artículo en Scientific American sobre viajes en el tiempo: el artículo afirmaba que mientras la física clásica no permite el desplazamiento temporal, la física cuántica sí. Gordon y Greenwalt estaban intrigados por el concepto y decidieron reubicar su episodio en torno a una premisa relacionada.
Gordon decidió que la historia más conmovedora y parecida a X-Files-debería involucrar a un viajero en el tiempo que «resulta ser usted». Howard se inspiró para convertir al antagonista principal en un científico arrepentido después de escuchar la historia del físico del Proyecto Manhattan J. Robert Oppenheimer reprendiendo al presidente de los Estados Unidos Harry S. Truman por usar bombas atómicas en Hiroshima y Nagasaki en 1945. Esto llevó a Gordon a preguntar retóricamente: «¿Qué pasaría si Oppenheimer pudiera volver al pasado y “desinventar” la bomba?». Pronto, Gordon y Greenwalt comenzaron a reflexionar sobre el determinismo fatalista provocado por la capacidad de ver el futuro, y el primero señaló: «La vida misma se trata de lo desconocido y de descubrir lo que está frente a nosotros. Pero si todos, o tal vez algunas personas, supieran lo que sucedería, eso crearía un nuevo conjunto de horrores, y tendría que ser detenido».
El guion de «Synchrony» tardó más de una semana en escribirse, con algunas sesiones de un día que duraron más de 15 horas. Gordon y Greenwalt también contaron con la asistencia de los escritores Ken Horton, John Shiban y el coproductor ejecutivo Frank Spotnitz. Unos días antes de que comenzara la filmación, Gordon todavía estaba reelaborando frenéticamente la obra para televisión; Durante estas reescrituras de último minuto, eliminó una serie de elementos, incluidos dos «personajes inútiles» (uno de los cuales era un científico al estilo de Stephen Hawking en silla de ruedas), un movimiento que, según él, «realmente endureció la historia». David Duchovny más tarde reveló que algunas de las escenas del episodio incluso se escribieron durante la filmación «porque nadie podía saber si la audiencia entendía lo que estaba sucediendo». Gordon dijo más tarde: «Al final, creo que funcionó, pero llegar allí es realmente difícil». La experiencia resultó tan desafiante que Gordon estuvo a punto de considerar abortar el proyecto, y después de finalmente entregar el guion, juró no escribir sobre viajes en el tiempo.

## Recepción
«Synchrony» se emitió originalmente en la cadena Fox el 13 de abril de 1997. Este episodio obtuvo una calificación Nielsen de 11,3, con una participación de 18, lo que significa que aproximadamente el 11,3 por ciento de todos los hogares equipados con televisión y el 18 por ciento de los hogares que miran televisión, sintonizaron el episodio. Fue visto por 18,01 millones de espectadores.
Zack Handlen de The A.V. Club calificó el episodio con una «B−». Handlen consideró que si bien «“Synchrony” tiene todas las piezas de mi tipo de episodio favorito, en realidad no funciona tan bien como debería» debido a un desapego emocional que hizo que no le importaran los científicos y su historia. y su descubrimiento de que las acciones del Viejo Jason eran ilógicas. Paula Vitaris de Cinefantastique le dio a «Synchrony» dos de cuatro estrellas, considerándolo un episodio mediocre con algunos momentos efectivos, pero quejándose de los agujeros en la trama, personajes secundarios «no particularmente convincentes» y sintiendo que el viaje en el tiempo «le quita la realidad que es la base de este programa». Robert Shearman y Lars Pearson, en su libro Wanting to Believe: A Critical Guide to The X-Files, Millennium & The Lone Gunmen, calificaron el episodio con dos estrellas y media de cinco, elogiando el «alto concepto que se cuenta sin pretensiones». Los dos también llamaron al episodio «sólido y fácil de ver» a pesar de fallas como el subdesarrollo del guion y no explorar completamente el «concepto con tal potencial» que es el viaje en el tiempo.